# Lijst van rijksmonumenten in Zoeterwoude-Dorp
De plaats Zoeterwoude-Dorp telt 12 inschrijvingen in het rijksmonumentenregister. Hieronder een overzicht.
| Object | Oorspronkelijke functie?  | Bouwjaar               | Architect | Locatie                             | Coördinaten?                 | Nr.?  | Afbeelding |
| --- | ------------------------- | ---------------------- | --------- | ----------------------------------- | ---------------------------- | ----- | --- |
| Laurentiuskerk: westtoren | Kerk en kerkonderdeel     | laatste kwart 15e eeuw |           | Dorpsstraat bij 17                  | 52° 7' 17" NB, 4° 29' 49" OL | 41034 | Meer afbeeldingen |
| Laurentiuskerk: kerk | Kerk en kerkonderdeel     | laatste kwart 15e eeuw |           | Dorpsstraat 17                      | 52° 7' 17" NB, 4° 29' 50" OL | 41035 | Meer afbeeldingen |
| Eenvoudige huis met goed bewaarde puntgevel                                                                                                 | Woonhuis                  | 18e eeuw               |           | Dorpsstraat 21                      | 52° 7' 15" NB, 4° 29' 48" OL | 41036 | Meer afbeeldingen |
| Scheepswerf met gebouw van begane-grond en te weerszijden van het middengedeelte een klokgevel                                              | Waterweg, werf en haven   | 18e eeuw               |           | Dorpsstraat 2                       | 52° 7' 20" NB, 4° 29' 49" OL | 41037 | Meer afbeeldingen |
| Hoeve "Bijdorp" | Boerderij                 | 17e eeuw               |           | Dorpsstraat 46                      | 52° 7' 14" NB, 4° 29' 42" OL | 41038 | Meer afbeeldingen |
| "Oud Raadwijk", deftig landhuis met bescheiden Empire-decoratie                                                                             | Kasteel, buitenplaats     | eerste helft 19e eeuw  |           | Laan van Oud Raadwijk 3             | 52° 7' 42" NB, 4° 30' 2" OL  | 41041 | Meer afbeeldingen |
| Boerderij met langgerekt zomerhuis. Dwars woonhuis met opkamer, waarvan de puntgevel ontlastingsbogen van de oorspronkelijke vensters heeft | Boerderij                 | 17e eeuw               |           | Laan van Oud Raadwijk 4             | 52° 7' 41" NB, 4° 30' 3" OL  | 41042 | Boerderij met langgerekt zomerhuis. Dwars woonhuis met opkamer, waarvan de puntgevel ontlastingsbogen van de oorspronkelijke vensters heeft |
| Boerderij met langgerekt, dwars woonhuis | Boerderij                 | 17e eeuw               |           | Watertje 38                         | 52° 7' 16" NB, 4° 29' 53" OL | 41043 | Meer afbeeldingen |
| Oorspronkelijk boerderij met langgerekt dwars woonhuis onder afgewolfd zadeldak                                                             | Boerderij                 | eerste helft 19e eeuw  |           | Watertje 40                         | 52° 7' 16" NB, 4° 29' 52" OL | 41044 | Meer afbeeldingen |
| Molenaarshuis zonder verdieping onder met pannen gedekt zadeldak, met aangebouwd houten toegangsgedeelte                                    | Woonhuis                  | 19e eeuw               |           | Westeindseweg 5                     | 52° 7' 22" NB, 4° 28' 48" OL | 41059 | Upload foto |
| Christina's hoeve | Boerderij                 | 17e eeuw               |           | Westeindseweg 6                     | 52° 6' 57" NB, 4° 29' 15" OL | 41060 | Meer afbeeldingen |
| Zelden van Passe | Industrie- en poldermolen | mogelijk 17e eeuw      |           | Hofweg (Aan de Meerburger Watering) | 52° 7' 22" NB, 4° 28' 48" OL | 41061 | Meer afbeeldingen |